# カーリン・ヘンチュケ
カーリン・ヘンチュケ＝ラダッツ（Karin Hendschke-Raddatz）は、東ドイツ出身の女性フィギュアスケート選手で現在はフィギュアスケートコーチ兼国際スケート連盟公認の技術審判員。1983-1984年シーズンの世界ジュニア選手権女子シングル優勝。

## 経歴
- 1980-1981年シーズンの東ドイツ選手権でシニア3位となる。1982-1983年シーズン、サラエヴォで行なわれた世界ジュニア選手権で同じ東ドイツのシモーネ・コッホに次ぐ2位となった。翌1983-1984年シーズン、札幌市で行なわれた世界ジュニア選手権で前年女王のシモーネ・コッホを破り優勝。同シーズンの欧州選手権にはカタリナ・ヴィット、シモーネ・コッホとともに東ドイツ代表として出場したが、12位に終わった。のちに引退しコーチとなり、現在は国際スケート連盟公認の技術審判員として活動している。

## 主な戦績
| 大会/年        | 1980-81 | 1981-82 | 1982-83 | 1983-84 |
| -------------- | ------- | ------- | ------- | ------- |
| 欧州選手権     |         |         | 14      | 12      |
| 東ドイツ選手権 | 3       |         | 3       |         |
| 世界Jr.選手権  |         |         | 2       | 1       |
| NHK杯          |         |         |         | 1       |